# Trévillach
Trévillach település Franciaországban, Pyrénées-Orientales megyében. Lakosainak száma 188 fő (2022. január 1.). Trévillach Prats-de-Sournia, Pézilla-de-Conflent, Trilla, Caramany, Montalba-le-Château, Rodès, Tarerach, Campoussy és Sournia községekkel határos.

## Népesség
A település népessége az elmúlt években az alábbi módon változott:
| Lakosok száma | 140  | 149  | 153  | 157  | 159  | 160  | 161  | 174  | 188  |
|               | 2013 | 2015 | 2016 | 2017 | 2018 | 2019 | 2020 | 2021 | 2022 |